# 葛替耶爾·卡普頌
葛替耶爾·卡普頌（法語：Gautier Capuçon, 1981年9月3日—）是一位法國大提琴家。

## 生平
1981年9月3日出生在薩瓦省尚貝里，是三兄妹中最年輕的一個。他的哥哥是小提琴家雷诺·卡普颂。卡普颂4歲開始學習大提琴 ，7歲開始學習鋼琴。
在他家乡的尚贝里高等国立音乐学校，卡普颂开始了他的正规音乐学习，并以大提琴和钢琴第一等成绩毕业。在巴黎，卡普颂最初随Annie Cochet-Zakine学习大提琴，1997年从巴黎高等音乐学院（Conservatoire Supérieur de Paris）以大提琴专业第一等成绩毕业。之后，他在巴黎国立高等音乐学院师从大提琴教育家菲利普·穆勒（Philippe Muller），2000年以大提琴和室内乐第一等成绩毕业。此后，他在维也纳音乐与表演艺术大学随海因里希·席夫完成了他的学习。
1997年和1998年间，卡普颂曾经在欧洲共同体青年交响乐团（欧盟青年交响乐团的前身）和古斯塔夫·马勒青年管弦乐团里担任大提琴手，合作过的指挥包括海廷克、布列兹、阿巴多。 
卡普颂现在作为大提琴家与许多世界顶尖的指挥家和乐团合作演出。他也是一位富有造诣的钢琴家，业余时喜欢演奏爵士钢琴。
卡普頌致力於法國LVMH基金會大提琴卓越菁英計畫，並從大師班課程中挑選6名大提琴菁英組成七重奏，團名「Capucelli」是由卡普松的姓Capuçon和大提琴的義大利文celli組合而成。2022年卡普頌成立自己的基金會。2023年與韓國女團BLACKPINK在支持病童的法國慈善音樂會中跨界合作，為培養新生代的音樂家不遺餘力
。

## 外部連結
- Official website （页面存档备份，存于）

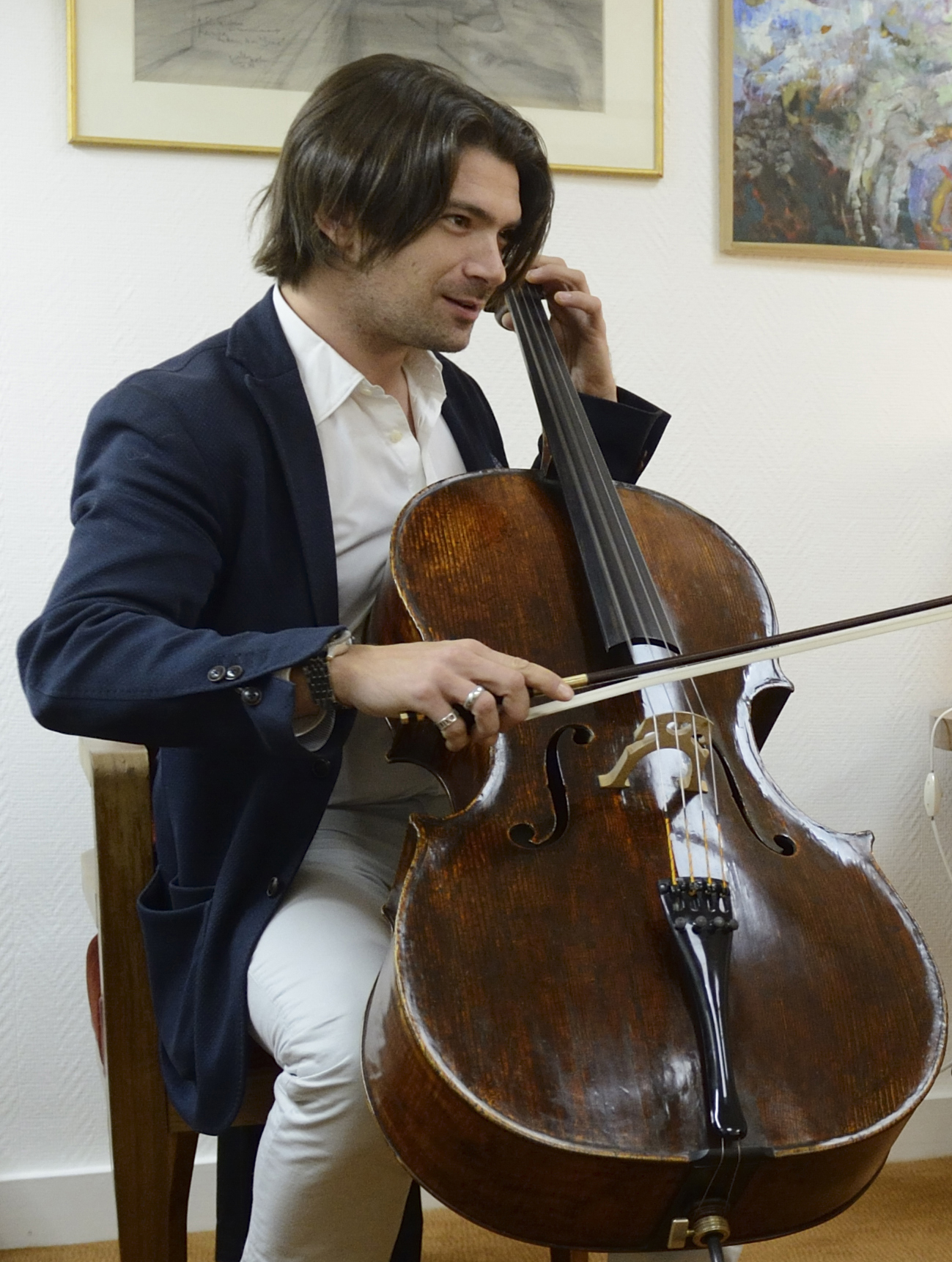
葛替耶尔·卡普颂，2015年

- Gautier Capuçon's discography on EMI Classics （页面存档备份，存于）